# Just Dance 2025 Edition
Just Dance 2025 Edition est un jeu de rythme et de danse développé par Ubisoft Paris et édité par Ubisoft. Il est dévoilé le 18 juin 2024, lors de la présentation Nintendo Direct de juin 2024, en tant que seizième volet de la série et troisième pack de chansons annuel après ses prédécesseurs Just Dance 2023 Edition et 2024 Edition. Le  jeu est sorti  le 15 octobre 2024 sur Nintendo Switch, PlayStation 5 et Xbox Series,,.

## Système de jeu
Comme dans les précédents volets de la franchise, les joueurs doivent imiter la chorégraphie du coach à l'écran sur une chanson choisie en utilisant l'application pour smartphone associée au jeu (les joueurs Nintendo Switch ont la possibilité d'utiliser les contrôleurs Joy-Con de la console).

## Liste des chansons
Les chansons suivantes sont confirmées pour apparaître dans Just Dance 2025 Edition, :
| Chanson                               | Artiste                                                   | Année |
| ------------------------------------- | --------------------------------------------------------- | ----- |
| 22 (Taylor's Version)                 | Taylor Swift                                              | 2021  |
| Bang Bang! (My Neurodivergent Anthem) | Galantis                                                  | 2023  |
| Basket Case                           | Green Day                                                 | 1994  |
| Paint The Town Red                    | Doja Cat                                                  | 2023  |
| Calabria 2007                         | Enur feat. Natasja Saad                                   | 2007  |
| Centuries                             | Fall Out Boy                                              | 2014  |
| Chattahoochee                         | Alan Jackson                                              | 1992  |
| Dubidubidu (Chipi Chipi Chapa Chapa)  | Christell                                                 | 2003  |
| Espresso                              | Sabrina Carpenter                                         | 2024  |
| Exes                                  | Tate McRae                                                | 2023  |
| In Your Eyes (Remix)                  | The Weeknd feat. Doja Cat                                 | 2020  |
| Halloween's Here                      | The Just Dance Band                                       | 2024  |
| In the Shadows                        | The Rasmus                                                | 2003  |
| Lovin On Me                           | Jack Harlow                                               | 2023  |
| Lunch                                 | Billie Eilish                                             | 2024  |
| My Heart Will Go On                   | Céline Dion                                               | 1997  |
| Move Your Body                        | The Sunlight Shakers                                      | 2024  |
| Padam Padam                           | Kylie Minogue                                             | 2023  |
| Party in the U.S.A                    | Miley Cyrus                                               | 2009  |
| Payphone                              | Maroon 5                                                  | 2012  |
| Pink Venom                            | Blackpink                                                 | 2022  |
| Poker Face                            | Lady Gaga                                                 | 2008  |
| Sleigh Ride                           | Mrs. Claus and the Elves (as made famous by The Ronettes) | 1963  |
| Something I Can Feel                  | Mandy Harvey                                              | 2022  |
| SpongeBob's Birthday                  | Groove Century                                            | 2024  |
| Stop This Fire                        | Nius                                                      | 2024  |
| Sweet Melody                          | Little Mix                                                | 2020  |
| The Lion Sleeps Tonight (Wimoweh)     | The Tokens                                                | 1961  |
| Unstoppable                           | Sia                                                       | 2016  |
| Whenever, Wherever                    | Shakira                                                   | 2001  |
| Vogue                                 | Madonna                                                   | 1990  |
| Yeah!                                 | Usher feat. Ludacris & Lil Jon                            | 2004  |
| Yes, And?                             | Ariana Grande                                             | 2024  |
| You Love Who You Love                 | Zara Larsson                                              | 2024  |

A. Disponible gratuitement sur Just Dance+ pour une durée limitée du 20 août au 3 septembre 2024, dans le cadre de l'accès anticipé au jeu.

### Packs de chansons
Les chansons suivantes de la chanteuse américaine Ariana Grande confirmées incluent :
| Chanson                                    | Artiste       | Année |
| ------------------------------------------ | ------------- | ----- |
| "The Boy Is Mine"                          | Ariana Grande | 2024  |
| "We Can't Be Friends (Wait for Your Love)" | Ariana Grande | 2024  |
| "Yes, And?"                                | Ariana Grande | 2024  |